# Ilm-Kreis Personenverkehrsgesellschaft

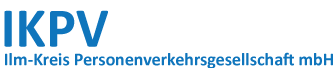
Logo Ilm-Kreis Personenverkehrsgesellschaft

Die Ilm-Kreis Personenverkehrsgesellschaft mbH (IKPV) ist mit der Durchführung des öffentlichen Personennahverkehrs im Ilm-Kreis betraut. Die IKPV ist eine 100-prozentige Tochtergesellschaft des Ilm-Kreises und hat ihren Sitz in Arnstadt.

## Mitgliedsbetriebe
Die IKPV war bis zum 31. Dezember 2017 an den folgenden zwei Omnibusunternehmen im Ilm-Kreis mit jeweils 34 % beteiligt, je 66 % befanden sich im Besitz privater Gesellschafter:
- RBA Regionalbus Arnstadt GmbH
- IOV Omnibusverkehr GmbH Ilmenau

Zum 1. Januar 2018 wurden die Anteile an der RBA Regionalbus Arnstadt GmbH vollständig verkauft und die Anteile an der IOV Omnibusverkehr GmbH auf 100 % erhöht.

## Liniennetz
Das Busliniennetz der IKPV ist mit jährlich etwa 3,5 Millionen Fahrplankilometern das Rückgrat des Personennahverkehrs im Ilm-Kreis. Es ist durch 29 Überland-Buslinien und 3 Linien im Stadtverkehr von Arnstadt sowie 4 Stadtlinien in Ilmenau geprägt.